# Adam z Bremy
Adam z Bremy, Adam Bremeński (ur. ok. 1050, zm. po 1081) – niemiecki kronikarz i geograf, piszący po łacinie. Przybył do Bremy w 1068 roku, aby napisać historię „Hamburga i ziem północnych” (północnej Europy). W rok później był kierownikiem szkoły katedralnej w Bremie.

## Historia
Dzieło Adama z Bremy, Gesta Hammaburgensis ecclesiae pontificum, obejmuje lata 755–1072 i składa się z czterech ksiąg: trzech historycznych (Liber I – III) i czwartej geograficznej (Descriptio insularum aquilonis). Wiadomości zawarte w Gesta... oparte są częściowo na pracach wcześniejszych kronikarzy, a częściowo na przeprowadzonych przez Adama badaniach i wywiadach (np. z królem duńskim Swenem Estrydsenem posiadającym rozległą wiedzę historyczną i geograficzną). W pracy pierwszy raz pojawia się łacińska nazwa Morza Bałtyckiego (łac. balteus – pas).
W swojej pracy Adam zawarł mapę Skandynawii oraz pierwsze wzmianki o Grenlandii i Winlandii, czyli odkrytej przez Leifa Erikssona części Ameryki Północnej. Nieocenione informacje historyczne dotyczą, prócz rejonów Hamburga, Słowian i mieszkańców Jutlandii oraz ludów nadbałtyckich; kronika Adama jest często jedynym źródłem wiedzy o niektórych faktach i postaciach.